# Julia Granger Jones
Julia Granger Jones, född 1782, död 1806, var en amerikansk skådespelare. Hon var aktiv i USA 1798-1806 och en av samtidens mer berömda scenartister där, känd som ' The Jordan of America'.  Hon var engagerad vid Federal Street Theatre i Boston, Chestnut Street Theatre i Philadelphia, och Park Theatre i New York. 